# Cato Bontjes van Beek
Cato Bontjes van Beek (Brema, 14 novembre 1920 – Berlino, 5 agosto 1943) è stata un'antifascista tedesca che prese parte alla resistenza contro il regime nazista.

## Biografia
La famiglia formata da Jan Bontjes van Beek e Olga Bontjes van Beek ebbe tre figli: Cato la maggiore, poi Mietje e poi Tim, il fratello minore.
Cato nacque a Brema e visse vari anni della sua infanzia a Ottersberg con lo zio Otto Modersohn, pittore del gruppo di artisti di Worpswede. La madre in particolare le diede un'educazione molto libera ed aperta. Nel 1929 si iscrisse alla scuola tedesca di Amsterdam e nel 1937 si trasferì a Winchcombe, nel Gloucestershire, per lavorare come ragazza alla pari ed imparare l'inglese. L'influenza della madre, gli studi e la permanenza all'estero la resero molto indipendente e poco influenzabile dall'ideologia nazista. Tra le personalità che frequentarono la casa della famiglia prima del divorzio dei genitori è da ricordare Theodor Lessing, un filosofo ebreo tedesco che venne assassinato da sicari della Germania nazista in Cecoslovacchia perché ritenuto pericoloso per il Reich. 
Quando i genitori si separarono il padre si risposò con Rahel-Maria Bontjes van Beek e dalla seconda moglie ebbe la sorellina minore, Digne Meller Marcovicz, nata quando Cato aveva già quattordici anni e che divenne una celebre fotografa ed intellettuale tedesca.

## Impegno politico
Cato si trasferì definitivamente a Berlino alla fine degli anni 30 e venne in contatto diretto con la propaganda nazista. Si rese conto delle atrocità commesse durante il conflitto che era scoppiato ed entrò in un'organizzazione che la Gestapo aveva definito Rote Kapelle perché considerata a favore dell'Unione Sovietica, anche se lei non fu mai una spia in favore dei sovietici ma solo una dissidente contraria alla guerra e molto impegnata contro le idee naziste. 
Cominciò ad aiutare i prigionieri internati nei campi e scrisse volantini in favore della pace e molto critici contro il governo. Nel 1942 venne arrestata, assieme al padre, ed imprigionata. 

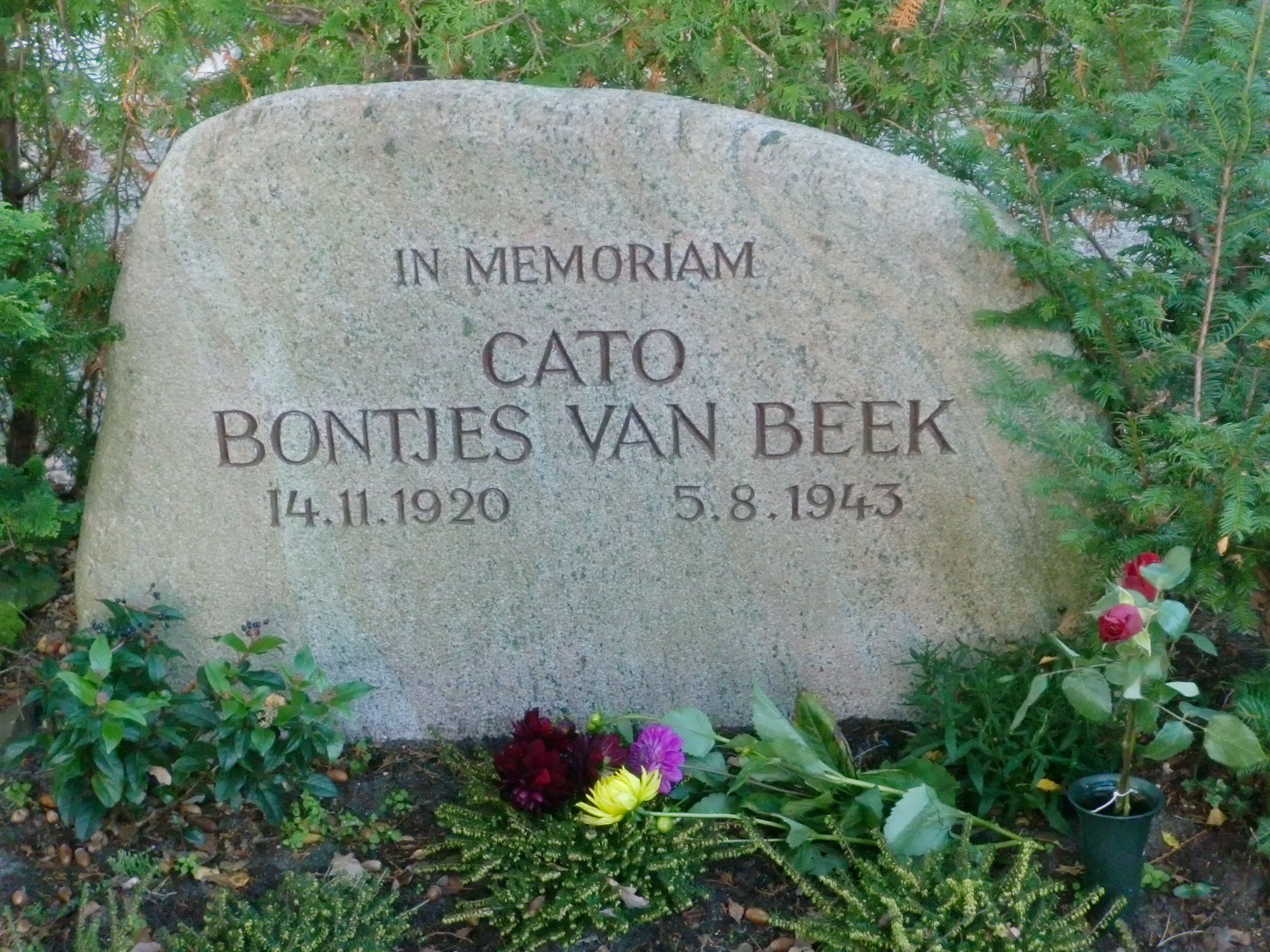
Pietra commemorativa per Cato Bontjes van Beek sul sito della tomba di famiglia. Il suo corpo non è mai stato trovato.

### Condanna a morte
All'inizio del 1943 fu condannata a morte e venne giustiziata il mese di agosto nel carcere di Berlino quando aveva solo ventidue anni. Con lei trovarono la morte altre quindici persone, tra queste anche Liane Berkowitz, non ancora ventenne, che in prigione aveva appena dato alla luce suo figlio.

## Riconoscimenti
Nella città di Achim l'11 settembre 1971 una delle due scuole superiori è stata dedicata alla sua memoria, il Cato Bontjes van Beek-Gymnasium.